# Dicaelotus rufilimbatus
Dicaelotus rufilimbatus là một loài tò vò trong họ Ichneumonidae.